# Bruno Kreisky
Bruno Kreisky (Viena, Àustria-Hongria 1911 - 1990) fou un polític austríac socialdemòcrata, president de la República d'Àustria interinament durant l'any 1974, fou Canceller d'Àustria entre 1970 i 1983, i també Ministre d'Afers Exteriors entre 1959 i 1966.

## Biografia
Bruno Kreisky va néixer a Viena, Àustria-Hongria el 22 de gener de 1911. Fou el segon fill d'una rica família jueva, el seu pare Max Kreisky (1876-1944), que fou director general de les empreses tèxtils Wollindustrie AG i Textil AG, i també fou cap d'una fàbrica a Suècia.
Als 15 anys es va unir a les joventuts del Partit Socialdemòcrata d'Àustria, en contra de la voluntat de la seva família, que era plenament burgesa. Kreisky volia estudiar medicina, però la situació del moment el va empènyer per estudiar finalment dret a la Universitat de Viena, es matriculà el 1929 i finalitzà la carrera el 1934, durant aquest període universitari ell es mantingué políticament actiu. El 1934, poc després d'acabar la carrera, la dictadura d'Engelbert Dollfuß prohibí el Partit Socialdemòcrata, llavors Kreisky renuncià a cessar les seves activitats polítiques i continuà a la clandestinitat, però fou detingut el gener de 1935 després d'una reunió, i fou condemnat per alta traïció, però al juny de 1936 fou alliberat.
Al març de 1938 Àustria fou annexionada a l'Alemanya Nazi, i Kreisky i la seva família es van veure obligats a emigrar pel seu judaisme, ho feren a Suècia al setembre del mateix any, allí hi va restar fins al final de la Segona Guerra Mundial el 1945. L'any 1942 es va casar amb Vera Fürth.
Ell tornà a Àustria al maig de 1946, però al cap de pocs mesos retornà a Estocolm destinat a la legació d'Àustria. El 1951 es va restablir a Viena, on el President de la República, Theodor Körner, el va nomenar Assistent del cap de l'estat i assessor polític. El 1953 fou nomenat vicesecretari al Ministeri Federal d'Afers Exteriors del govern. Des del seu càrrec participà el 1955 a la negociació del Tractat d'Independència d'Àustria, que posà fi a la situació provisional d'administració per les nacions vencedores de la Guerra Mundial i va establir la neutralitat de l'estat.
Kreisky fou elegit diputat al Consell Nacional a les eleccions legislatives de 1956 a les llistes del Partit Socialdemòcrata. Al mateix temps es va incorporar a l'executiva de la formació socialdemòcrata juntament amb Bruno Pittermann, Felix Slavik i Franz Olah.
Després de les eleccions legislatives de 1959, en les que Kreisky fou reelegit, tot i que repetí victòria el Partit Popular, aquest, però es va veure obligat a formar coalició, i ho feu amb els socialdemòcrates. El 16 de juliol de 1959, el canceller Julius Raab el nomenà Ministre Federal d'Afers Exteriors. Els seus papers més destacats com a ministre foren la participació en la creació de l'Associació Europea de Lliure Comerç, ajudà a resoldre el conflicte amb Itàlia per la zona tirolesa de Bolzano i proposà un "Pla Marshall" per als països del Tercer Món.
Kreisky hagué de deixar el càrrec de Ministre Federal el 19 d'abril de 1966, després que el Partit Popular del canceller Josef Klaus guanyés les eleccions legislatives per majoria absoluta. L'1 de febrer de 1967 fou elegit President del Partit Socialdemòcrata i també es convertí de facto en cap de l'oposició. En les següents eleccions de l'1 de març de 1970 els socialdemòcrates les van guanyar per majoria relativa, però van arribar a un pacte amb el Partit Liberal, perquè recolzés el govern, i així Kreisky esedevení Canceller el 21 d'abril de 1970.

## Canceller d'Àustria (1970-1983)

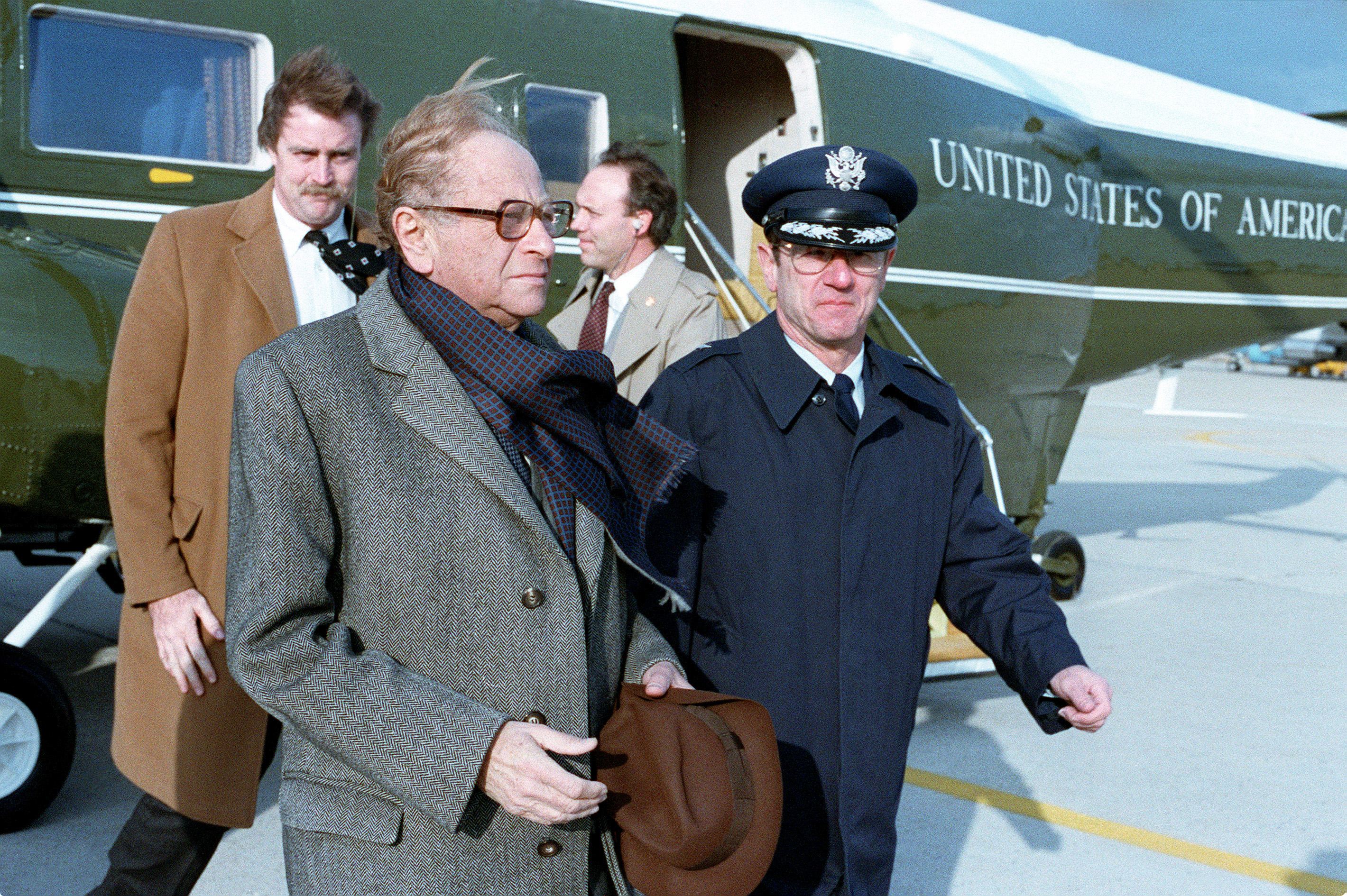
Kreisky durant una visita als Estats Units el 1983.

Kreisky, junt amb el seu Ministre Federal de Justícia, Christian Broda, va fer unes intenses reformes polítiques i socials a Àustria. Reformà el dret de família i el dret penitenciari, va despenalitzar l'avortament i l'homosexualitat. Intentà tancar l'escletxa entre l'Església Catòlica Romana, oposada a moltes d'aquestes reformes, i el Moviment Socialdemòcrata, trobant en l'aleshores bisbe de Viena, el cardenal Franz König, un aliat. Durant la seva primera legislatura de govern, va reduir la jornada laboral a 40 hores setmanals, va desenvolupar la nova legislació sobre igualtat entre homes i dones i va reconèixer les minories lingüistíques de l'estat (eslovens i croates). Tot i que amb la crisi del petroli de 1973 va voler desenvolupar la indústria nuclear, va haver d'abandonar la idea després de perdre un referèndum sobre la qüestió el 1978. Amb totes aquestes reformes però perdé el suport parlamentari del Partit Liberal, i es va veure obligat a convocar noves eleccions per al 10 d'octubre de 1971, aquestes eleccions li donaren 93 diputats d'un total de 183, per tant la majoria absoluta.
Kreisky va tenir un paper destacat en els assumptes internacionals: la promoció del diàleg nord-sud i la carca de la pau i el desenvolupament, treballà juntament amb altres líders socialdemòcrates europeus com a Willy Brandt i Olof Palme. Tot i que el Tractat d'Independència d'Àustria impedia que l'estat ingressés a la Comunitat Econòmica Europea, ell va donar suport a l'ingrés d'Àustria. Àustria es va convertir en un lloc de trobada entre Orient i Occident, i Viena fou la ciutat elegida per a algunes de les cimeres entre els Estats Units i la Unió Soviètica per a la limitació d'armes nuclears estratègiques.
El govern de Kreisky fou reelegit dues vegades més, el 1975, quan repetí amb 93 diputats, i el 1979, quan aconseguí el rècord de 95 diputats (mai cap partit els havia aconseguit a Àustria, ni tan sols actualment).
El 24 d'abril de 1974 morí Franz Jonas, el President Federal, i la constitució deia que el cap de govern havia de ser el substitut interinament abans de les eleccions presidencials, de manera que ocupà el càrrec de President Federal fins al 8 de juliol de 1974, deixà el càrrec al socialdemòcrata Rudolf Kirchschläger, guanyador de les eleccions presidencials del 23 de juny del mateix any.
Kreisky s'oposà al sionisme com una solució als problemes amb què s'enfrontava el poble jueu. Cultivà les relacions d'amistat amb els dirigents àrabs, com Anwar Sadat i Muammar el Gaddafi, i el 1980 va establir relacions amb l'Organització per a l'Alliberament de Palestina. Tractà d'utilitzar la seva posició com a jueu europeu i socialdemòcrata per a fer de mitjancer entre Israel i els països àrabs. Va tenir, per aquesta raó, una tempestuosa relació amb la Primera Ministra israeliana Golda Meïr.

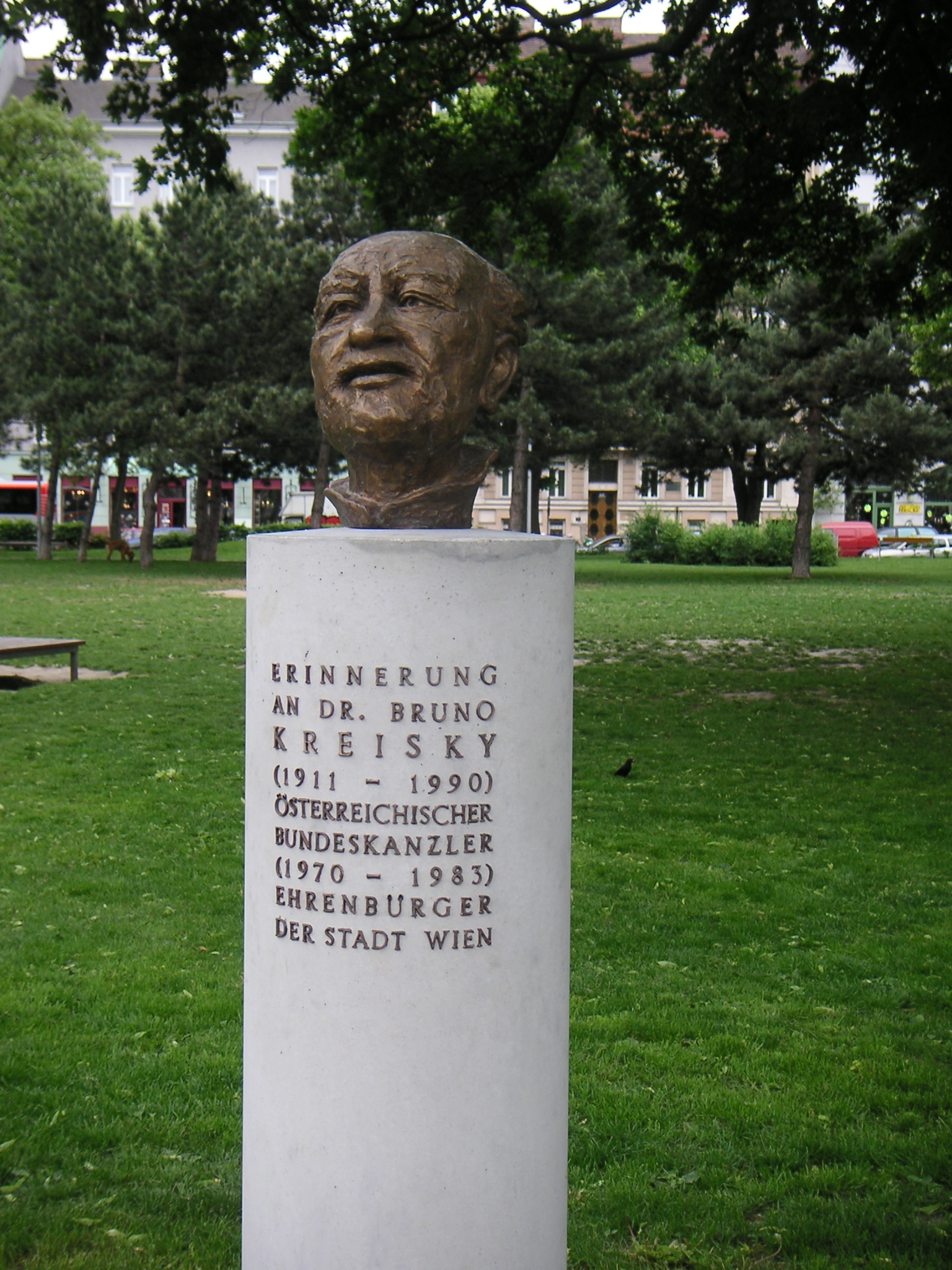
Estàtua de Kreisky en un parc de Viena.

També va tenir una tensa relació amb un altre destacat jueu austríac, el caçador de nazis Simon Wiesenthal. Quan Wiesenthal afirmà que quatre membres del gabinet de Kreisky format el 1970 tenien antecedents nacionalsocialistes, Kreisky va dir que Wiesenthal llençava al món la idea que Àustria era antisemita. Wiesenthal replicà que Kreisky tenia una relació pertorbadora amb el nazisme i el judaisme. A pesar d'això, Kreisky va afavorir el trànsit dels jueus que abandonaven la Unió Soviètica per a dirigir-se a Israel i a altres països.
Kreisky intentà ajudar els dissidents soviètics. En particular, el 1983 sol·licità l'alliberament del físic soviètic Yuri Orlov, però no ho aconseguí.
El 1976 es va crear la Fundació Bruno Kreisky, que tracta de recollir els èxits més destacats en drets humans de l'època de Kreisky com a Canceller d'Àustria.
A les eleccions legislatives de 1983, el partit de Kreisky (socialdemòcrata) va perdre la majoria absoluta, i aconseguí 90 diputats, per tant havia de formar un gabinet de coalició (que finalment fou amb el Partit Liberal), però Kreisky renuncià a un gabinet de coalició, i renuncià també a la reelecció, deixant-ho en mans del seu Ministre Federal d'Educació, Fred Sinowatz. També renuncià a la direcció del Partit Socialdemòcrata 

## Retir i mort
El 1984 Kreisky emmalaltí, i li trasplantaren un ronyó. El 1987 es barallà amb el seu partit, perquè el molestava que hagués pactat amb el Partit Popular, i també perquè aquests haguessin obtingut el Ministeri Federal d'Afers Exteriors (per a ell era el ministeri crucial).
Morí el 29 de juliol de 1990 a la seva residència de Viena, als 79 anys.